# Donnerwetter! Donnerwetter! Bonifatius Kiesewetter
Pour plus de détails, voir Fiche technique et Distribution.
Donnerwetter! Donnerwetter! Bonifatius Kiesewetter (en français, Mon Dieu ! Mon Dieu ! Boniface Kiesewetter) est un film allemand réalisé par Helmut Weiss, sorti en 1969.
Bonifazius Kiesewetter (de) est une figure fictive dans des poèmes de non-sens grivois à l'époque de l'Empire allemand. Il est l'alter ego de son créateur Waldemar Dyhrenfurth (de).

## Synopsis
Les parents de Bonifatius Kiesewetter veulent que leur fils étudie la médecine à Bonn. Au lieu de cela, il préfère s'intéresser à l'anatomie humaine dans les bordels. Cela semble être dans ses gènes, parce que juste dans le bordel où il va le plus souvent, son père était déjà un client.

## Fiche technique
- Titre : Donnerwetter! Donnerwetter! Bonifatius Kiesewetter
- Réalisation : Helmut Weiss
- Scénario : Bodo Baumann, Werner Hauff
- Direction artistique : Alexander Sawczynski, Fritz Jüptner-Jonstorff
- Photographie : Siegfried Hold
- Production : Theo Maria Werner
- Sociétés de production : Parnass Film, Delfino Film
- Société de distribution : Gloria
- Pays de production :  Allemagne de l'Ouest,  Italie
- Langue : allemand
- Format : Couleur - 1,66:1 - Mono - 35 mm
- Genre : Comédie érotique
- Durée : 90 minutes
- Dates de sortie :
  - Allemagne de l'Ouest : 10 janvier 1969.
  - Italie : 28 février 1970.

## Distribution
- Vladimír Klos (sous le nom de Robert Christian) : Bonifatius Kiesewetter
- Paul Dahlke : Le père Kiesewetter
- Loni Heuser : Madame Mathilda
- Petra Perry : Angelika, sa nièce
- Monica Pardo : Annette
- Gretl Schörg : La baronne Ziegler
- Marianne Schönauer : Emma Kiesewetter
- Tom Riedel : Le cousin Fritz
- Barth Warren : Mister Brown
- Adriana Alben : Monika
- Grit Freyberg : Lilo
- Sissy Löwinger : Therese Sauerbier
- Calisto Calisti (it) : Prof. Sauerbier
- Raimund Harmstorf : Stramm, policier
- Emmerich Schrenk : Andreas Bock

## Source de traduction
- (de) Cet article est partiellement ou en totalité issu de l’article de Wikipédia en allemand intitulé « Donnerwetter! Donnerwetter! Bonifatius Kiesewetter » (voir la liste des auteurs).